# Max Woog
Max Georges Woog Braunschweig, también conocido como Max Jorge Woog Braunschweig (* 20 de abril de 1888, Basilea, Suiza – † Ciudad de México, México) fue un joyero y deportista suizo, parte del primer grupo de jugadores del Unión Football Club, equipo que después se convertiría en el Club Deportivo Guadalajara.

## Biografía
Max Woog nació el 20 de abril de 1888 en Basilea, Suiza en el seno de una familia judía. Fue el tercer hijo del matrimonio conformado por Herni Woog y Juliette Braunschweig, sus hermanos fueron Ernest, Emil, Bertrand, Jean-Walter, Hugo y Edgard Woog.
Emigró a México junto con sus hermanos Ernest y Bertrand a principios del siglo XX, tiempo después su hermano Edgard se les uniría. Al establecerse en este país cambiaron su religión al catolicismo y emprendieron varios negocios relacionados al comercio y venta de joyería. Por otra parte, su hermano Edgard sería años después uno de los fundadores del Partido Comunista Mexicano.
En 1906 aceptó la invitación para formar parte del grupo de jóvenes que se reunieron en la colonia «Moderna» de la ciudad de Guadalajara para jugar fútbol, sentando las bases del Unión Football Club, equipo que en 1908 se convertiría en el Club Deportivo Guadalajara.
Para 1908, se desempeñaba como asistente de la gerencia en la joyería «La Esmeralda», mientras que su hermano Ernest Woog fungía como gerente. Este negocio tenía su base en la Ciudad de México y era propiedad de J. Bloch. Mientras el señor Bloch se encontraba en la Ciudad de México, la sucursal de la ciudad de Guadalajara era manejada por los hermanos Woog. Esta joyería se encontraba ubicada sobre las calles 16 de septiembre y López Cotilla.
Regresó a Europa para pelear en la Primera Guerra Mundial y fue asignado a una unidad de comunicaciones en el sur de Francia.
Al terminar su servicio en la guerra, regresa a México y el 28 de agosto de 1919 se muda a la Ciudad de México, ya que su hermano Ernesto decidió mover de manera definitiva el negocio de «La Esmeralda», ya que no resultaba costeable mantenerlo en Guadalajara.
Contrae matrimonio con Adriana Maus el 25 de noviembre de 1925. Fruto de esta relación nacen sus hijos Yvette en 1927, Jorge en 1930 y Alberto en 1933.